# Kumite 1 League
La Kumite 1 League (K1L) es una organización de artes marciales mixtas y otros deportes de combate con sede en India. Cuenta con el apoyo de la Red Mundial de Kickboxing y el respaldo de Toyam Industries. La promoción inauguró su temporada inaugural el 28 de septiembre de 2018 en Bombay.

## Historia
Kumite 1 League fue fundada por Mohamedali Budhwani en 2017, con el propósito de promover y popularizar las MMA en la India.
Kumite 1 League 1.0 fue el evento de presentación que se celebró en el National Sports Club of India (NSCI) Dome, Bombay, el 28 de septiembre de 2018, en presencia del embajador de la marca, Mike Tyson.  Asistieron al evento personalidades internacionales del deporte y el entretenimiento de la India. El evento se transmitió en India por Sony ESPN, Sony ESPN HD y Sony Liv y se emitió en más de ochenta países.